# Abländschen
Abländschen ist eine Ortschaft in der Gemeinde Saanen im Schweizer Kanton Bern.

## Lage und Landschaft
Die Streusiedlung liegt in einem Hochtal des Jaunbachs, hier auch Jäunli genannt. Nur die westliche Talseite gehört zur Gemeinde Saanen; die östliche Talhälfte mit dem Hundsrügg (2047 m ü. M.) und dem Jaunpass (1509 m ü. M.) gehört zur Simmentaler Gemeinde Boltigen, der unterste Talabschnitt zur Freiburger Gemeinde Jaun.
Das Bergdorf gehört zu den abgelegensten Ortschaften des Kantons Bern. Es ist nur über das Gebiet der Nachbarkantone zu erreichen, nämlich von Jaun (Kanton Freiburg) aus und von Saanen aus über den 1633 m ü. M. hohen, im Winter nur teilweise befahrbaren Mittelbergpass, dessen Strasse teilweise über das Gemeindegebiet von Rougemont im Kanton Waadt führt. Abländschen liegt damit im Grenzgebiet dreier Kantone und ausserdem in einer sprachlichen (sog. Röstigraben) und konfessionellen Grenzzone (zum katholischen Kanton Freiburg).
Das Landschaftsbild wird von der Gastlosen, einem zwischen 1800 und 2200 m ü. M. hohen Gebirgszug der Voralpen, dominiert. Geologisch handelt es sich um eine aufgestellte Malm-Schicht. Die spektakulären Felsformationen aus Kalkgestein sind ein beliebtes Kalendermotiv.

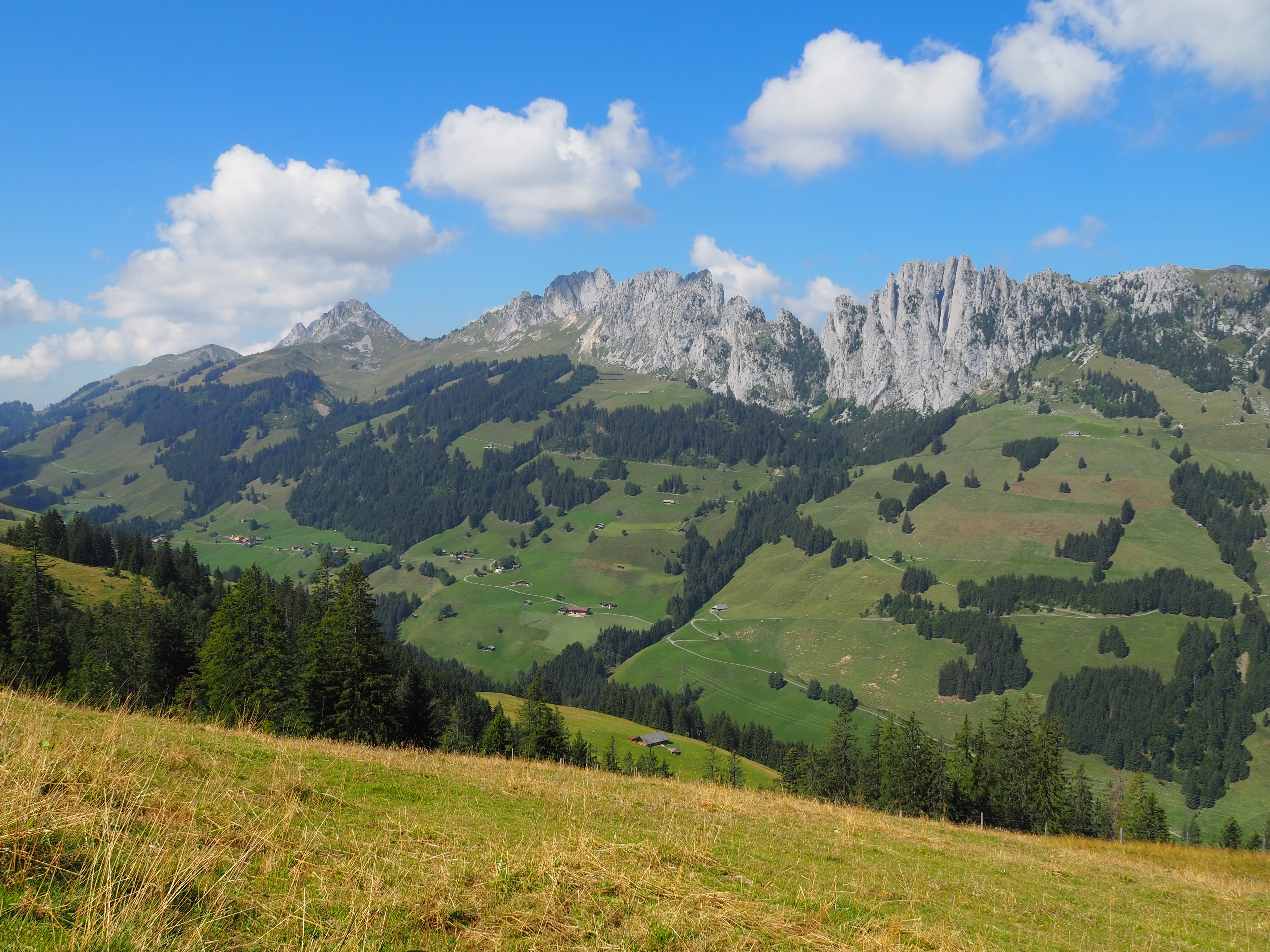
Abländschen mit Gastlosen (Blickrichtung Osten)
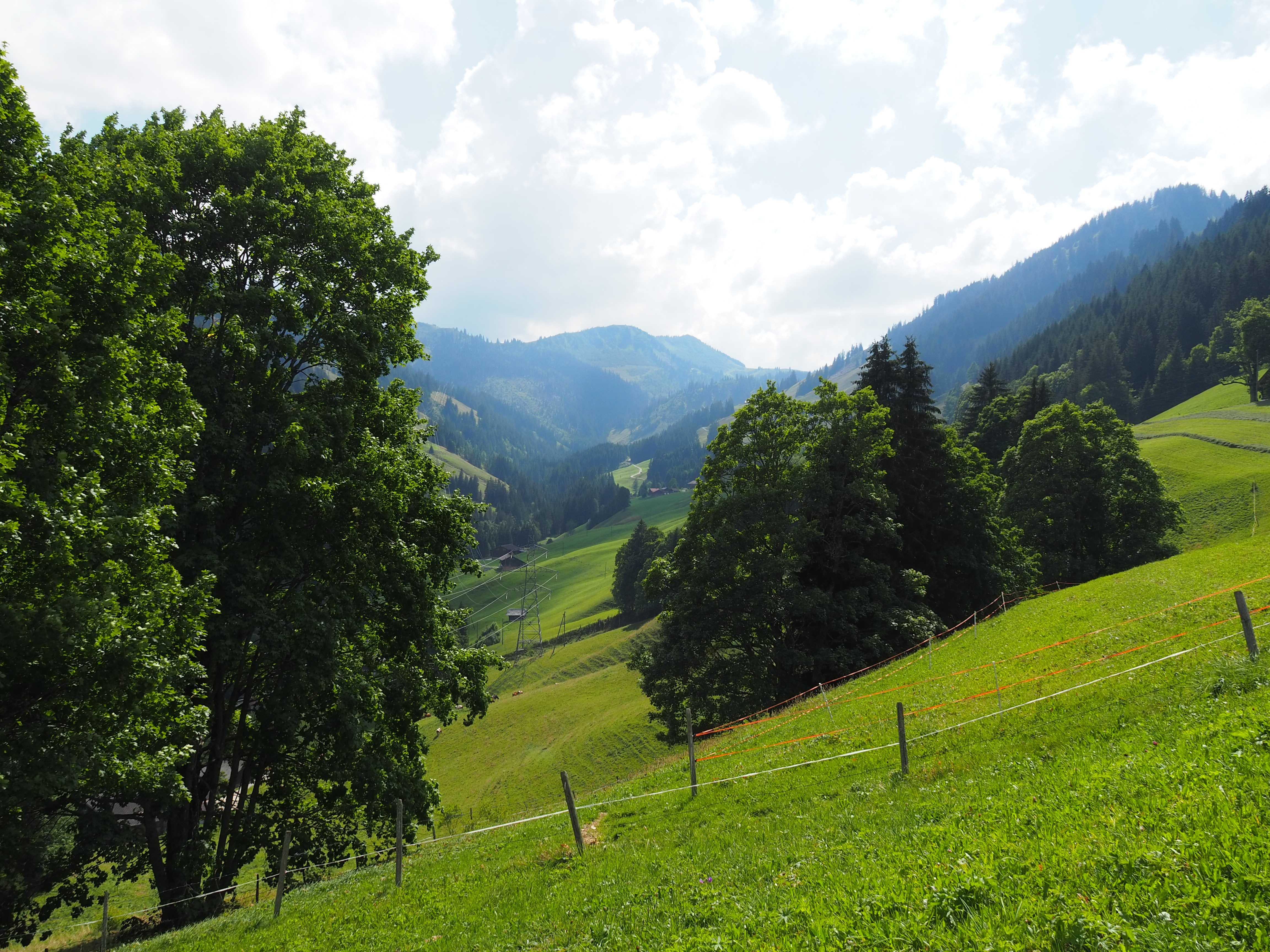
Abländschental (Blickrichtung Süden)
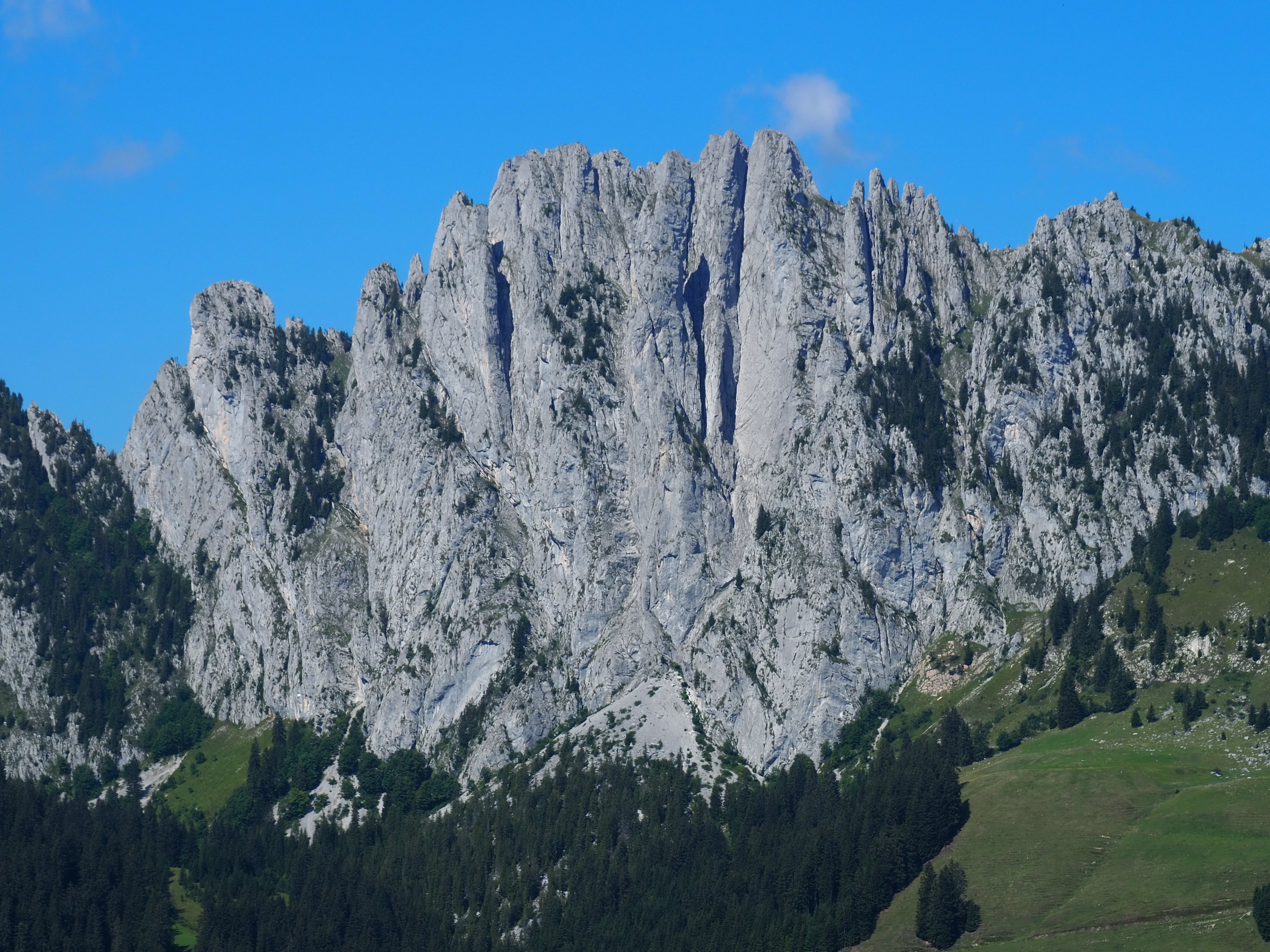
Gastlosen (1935 m ü. M.) bei Abländschen

## Ortsname
1324 wird der Ort als Avenenchy erstmals genannt. 1681 ist Anflentschen und 1684 Ablentschen bezeugt. Der Name scheint keltischen Ursprungs zu sein und bedeutet «wasserreiche Gegend».

## Bevölkerung
| Bevölkerungsentwicklung | Bevölkerungsentwicklung | Bevölkerungsentwicklung | Bevölkerungsentwicklung | Bevölkerungsentwicklung | Bevölkerungsentwicklung | Bevölkerungsentwicklung | Bevölkerungsentwicklung |
| ----------------------- | ----------------------- | ----------------------- | ----------------------- | ----------------------- | ----------------------- | ----------------------- | ----------------------- |
| Jahr                    | 1703                    | 1767                    | 1888                    | 1910                    | 1990                    | 2015                    |                         |
| Einwohner               | 110                     | 132                     | 96                      | 47                      | 52                      | 36                      |                         |

## Geschichte

Abländschen 1823, kolorierte Aquatinta von Jakob Samuel Weibel

Im Mittelalter war Abländschen nach Saanen kirchgenössig und gehörte mit Saanen zur Grafschaft Greyerz. Das Dorf verfügte wohl seit dem 15. Jahrhundert über eine eigene Kapelle.
Kurz nach der Reformation gelangte Saanen 1555 an Bern. Im Jahre 1556 führte die Berner Obrigkeit in Abländschen die reformierte Lehre ein. Um die religiöse Hegemonie und die seelsorgerliche Betreuung im konfessionellen Grenzgebiet sicherzustellen, wurde die Kapelle beibehalten. Die Dorfleute klagten jedoch wiederholt über ungenügende Betreuung ihrer abgelegenen Kapelle. 1668 beschloss daher der Berner Rat, über den Winter jeweils einen Theologiestudenten als Prädikanten nach Abländschen zu senden. 1681 liess Bern ein Wohnhaus für die Prädikanten errichten. Da jedoch oft auch im Sommer noch Schnee lag und der Weg nach Saanen lang und beschwerlich war, wurde die Kirche Abländschen 1704 zur Pfarrkirche erhoben und erhielt damit einen ständigen Pfarrer. In Abländschen wirkten insgesamt 160 Pfarrer, was verdeutlicht, dass die entlegene Bergkirchgemeinde kein beliebter Wirkensort der Theologen war und meist rasch wieder verlassen wurde.
1664 liess die Berner Obrigkeit einen Friedhof rund um die bestehende Kapelle anlegen, der 1832 vergrössert wurde.
Um 1800 errichtete Pfarrer L. Heinrich am Jaunbach eine mechanische Sägerei.

## Reformierte Kirche

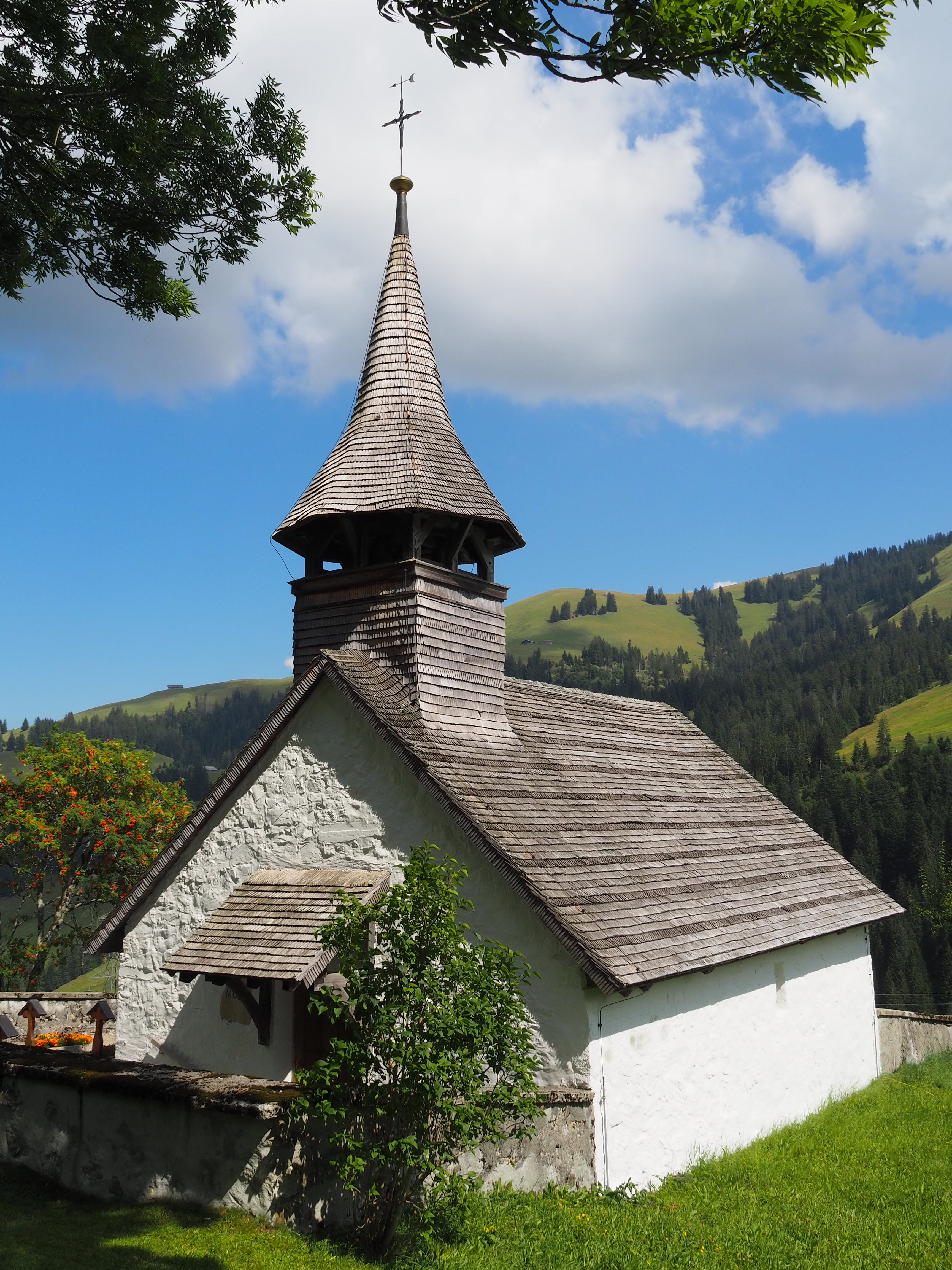
Kirche Abländschen

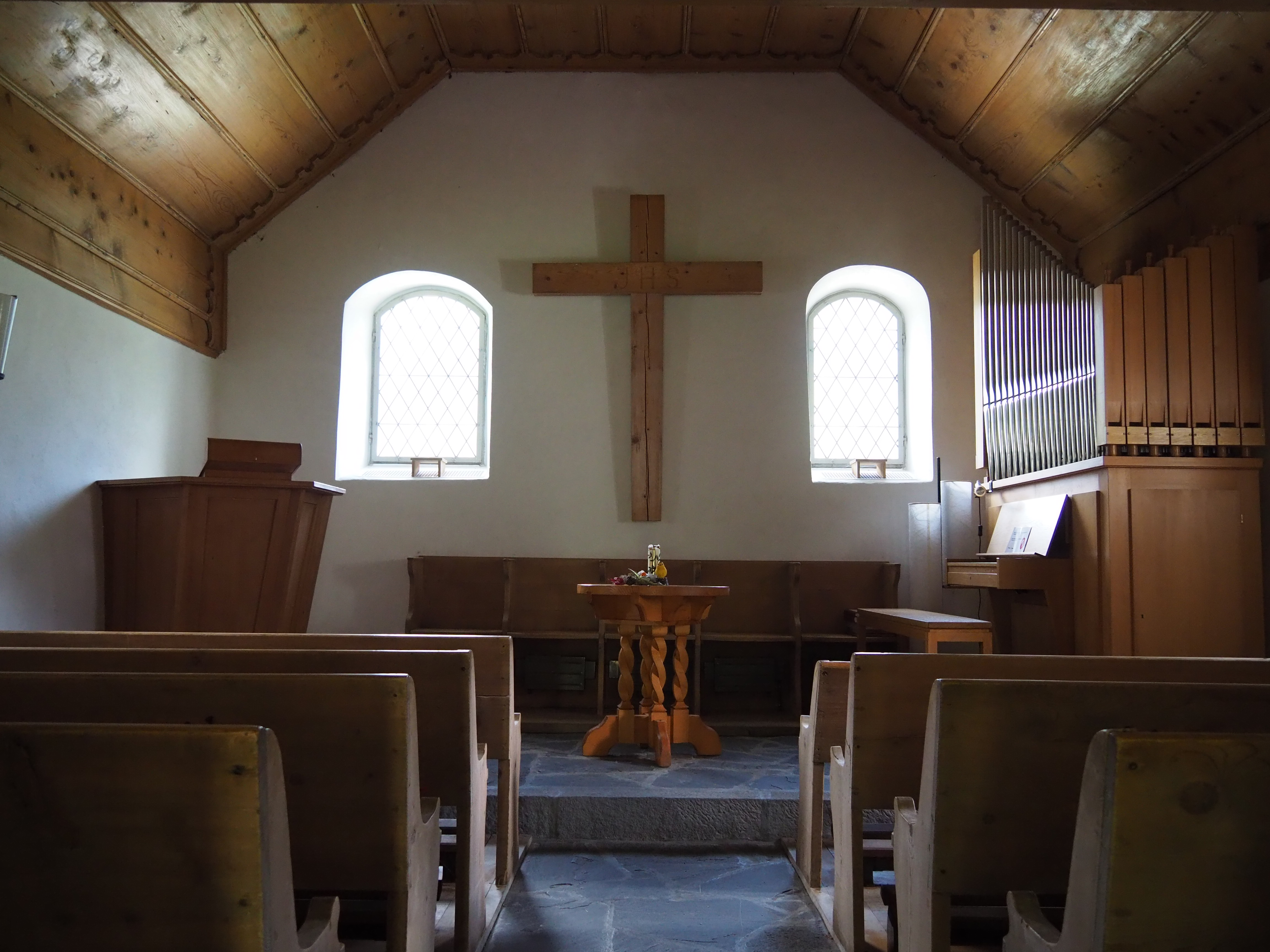
Innenraum mit Wälti-Orgel

### Baugeschichte
Die Kapelle des 15. Jahrhunderts wurde 1612–1613 umfassend umgebaut und erhielt eine Empore. 1880 erhielt die Kirche einen Ofen und ein Harmonium, letzteres finanziert durch eine Spende von Kaiser Wilhelm I. Es steht heute im Pfarrhaus. Erst im frühen 20. Jahrhundert wurde der Eingang zur Kirche von der Ost- auf die Westseite verlegt.

### Beschreibung
Die Kirche ist auf drei Seiten von der Friedhofsmauer umfriedet. Die Bossenwerk-Mauern sind weiss gefasst. Das Dach und der Dachreiter mit Spitzhelm sind mit charakteristischen Holzschindeln bedeckt. An den Fassaden sind vier Epitaphien von in Abländschen verstorbenen Pfarrern angebracht. Neben dem Portal ist die Jahreszahl 1612 aufgemalt.
Der kleine Innenraum präsentiert sich als leicht längsgerichteter, chorloser Rechtecksaal. Diesen typisch protestantischen Grundriss dürfte die Kirche erst mit dem Umbau von 1612–1613 erhalten haben. Die Bänke und die Empore sind auf die um eine Stufe erhöhte Liturgiezone ausgerichtet, die aus einer hölzernen Kanzel im Stil der 1950er-Jahre, einem Abendmahlstisch und einer Orgel besteht. Zwischen den beiden Segmentbogenfenstern der Abschlusswand prangt ein hölzernes Kreuz mit Christogramm. Die Holzleistendecke ist trapezförmig geknickt und mit vereinfachten gotisierenden Schnitzereien versehen. Das älteste Ausstattungsstück ist die Empore von 1612, die mit einer kunstvollen Balustrade und Inschriften versehen ist, darunter die Jahreszahl 1612 und ein Christogramm.

### Orgel
Die Orgel mit Freipfeifenprospekt wurde im Jahr 1968 als Opus 61 in der Orgelbauwerkstatt der Brüder Felix und Kurt Wälti in Gümligen erbaut. Sie verfügt über ein Manual mit 5 Registern und ein angehängtes Pedal. Die Disposition lautet wie folgt:
| Manual        |    |
| Zimbel III–IV | 1′ |
| Oktav         | 2′ |
| Rohrflöte     | 4′ |
| Principal     | 4′ |
| Gedackt       | 8′ |

### Glocken
Im Dachreiter hängen zwei Glocken:
- Kleine Glocke (undatiert, gotische Verzierungen)
- Grosse Glocke (1880, Giesserei H. Rüetschi, Aarau)

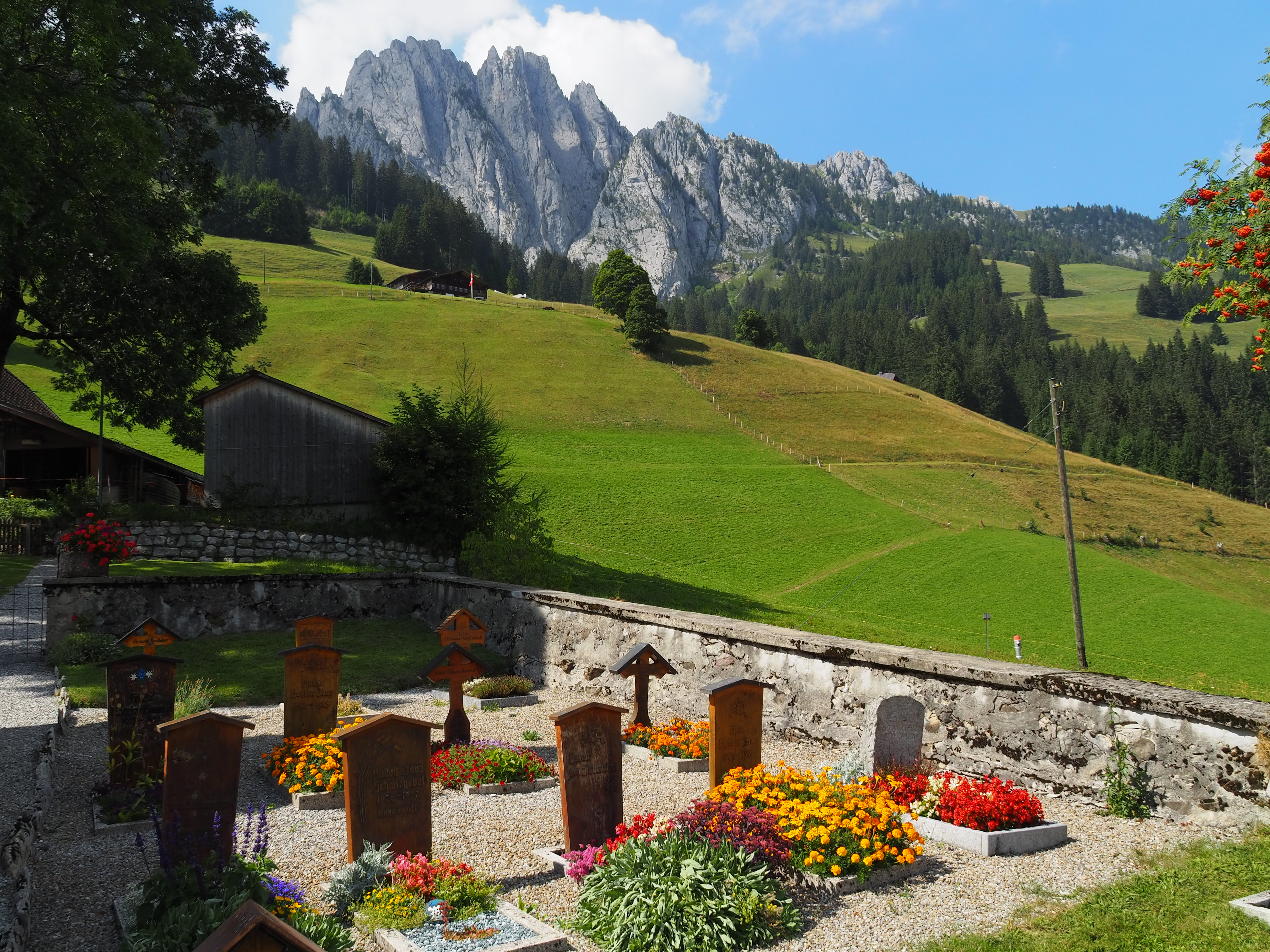
Friedhof
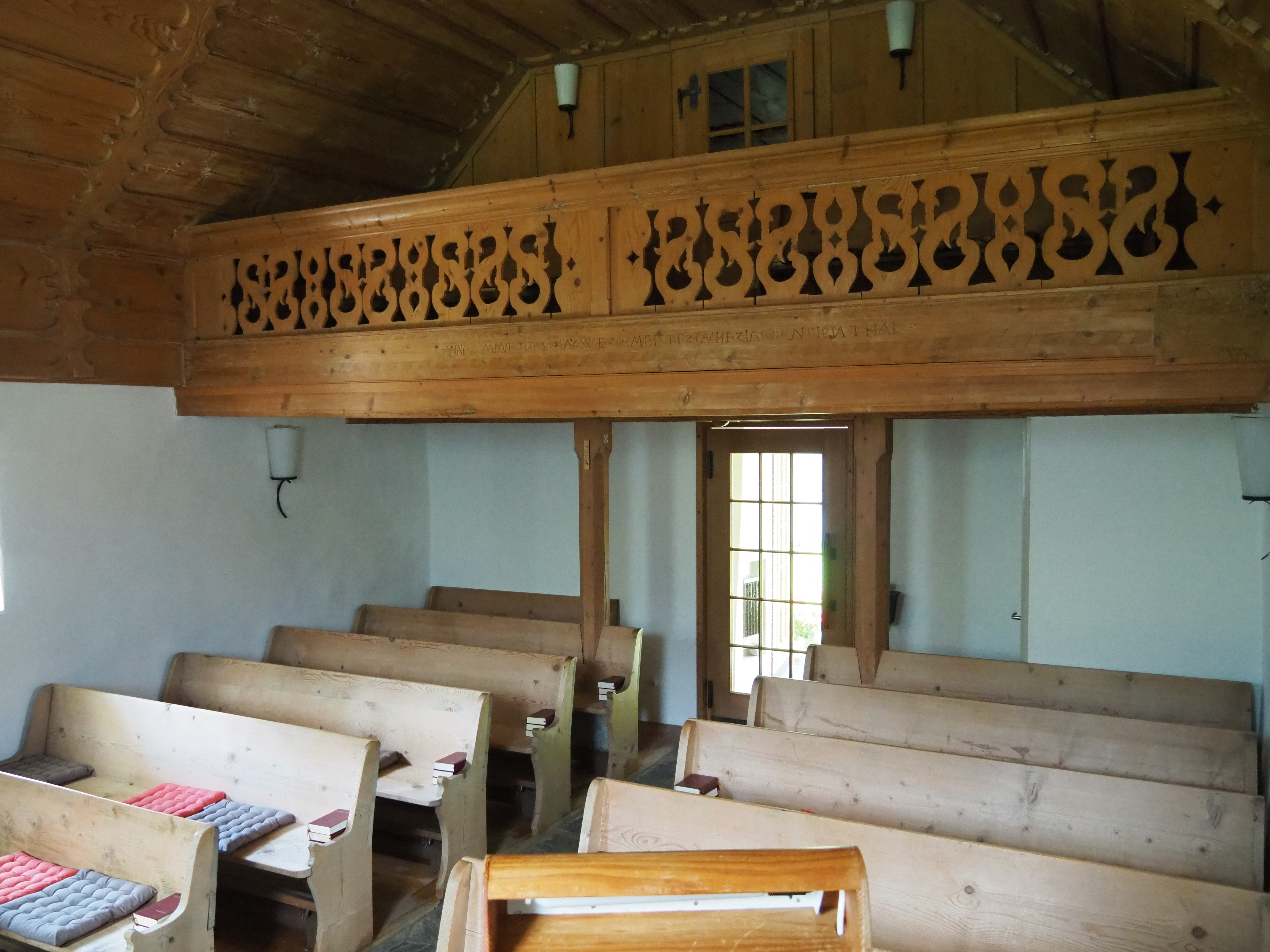
Empore von 1612
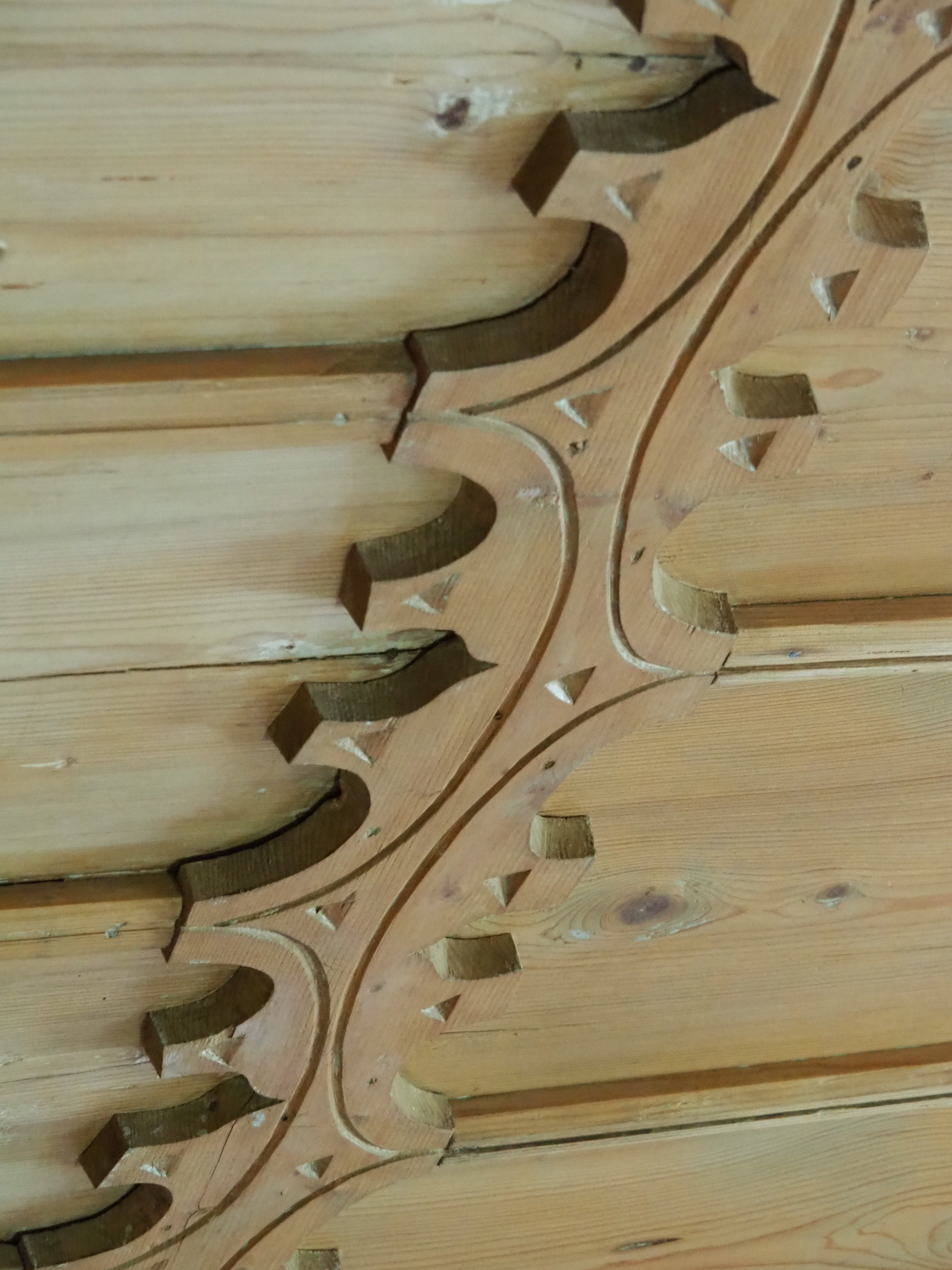
Decke der Kirche

## Weitere Baudenkmäler

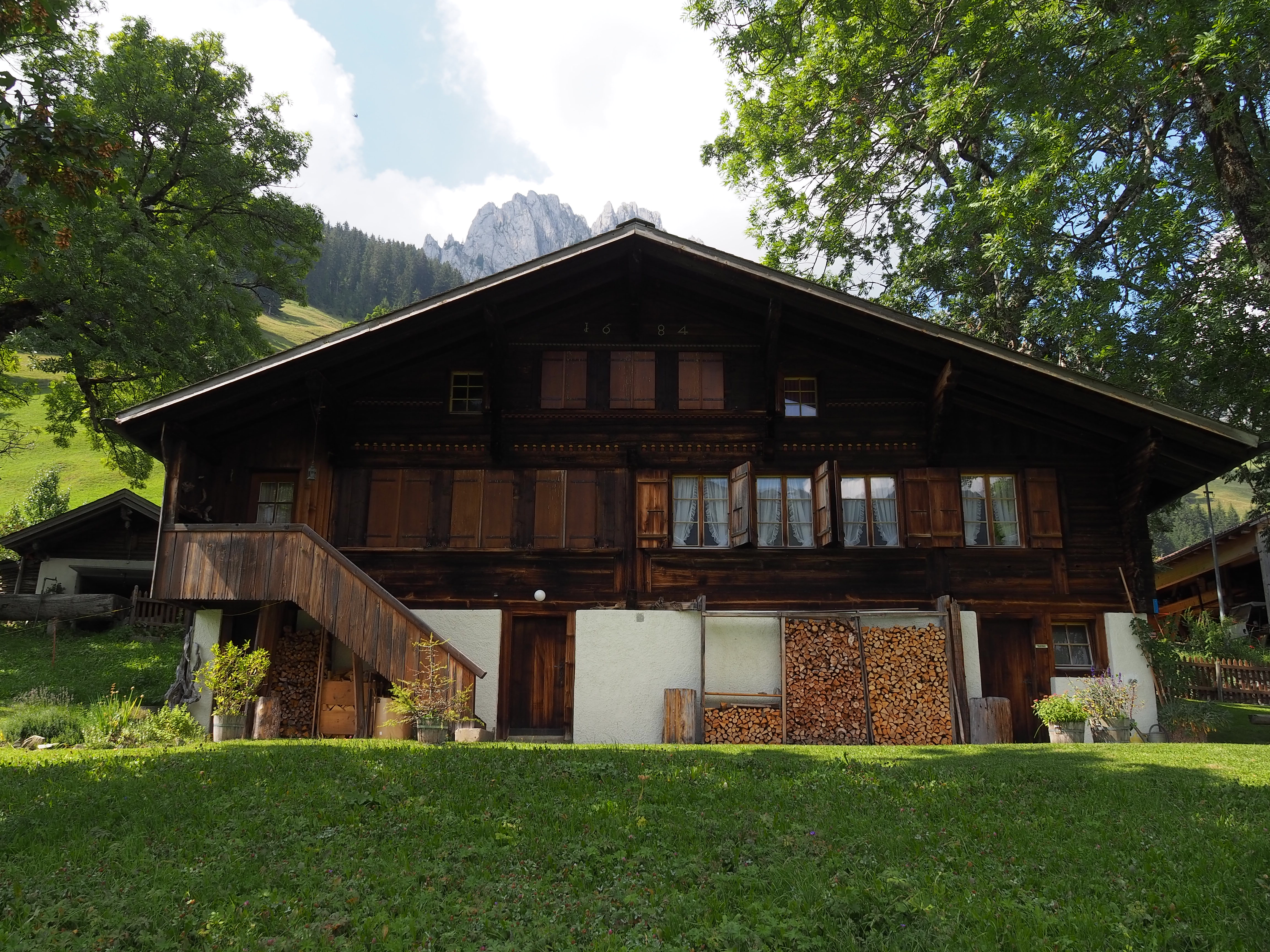
Pfarrhaus von 1684
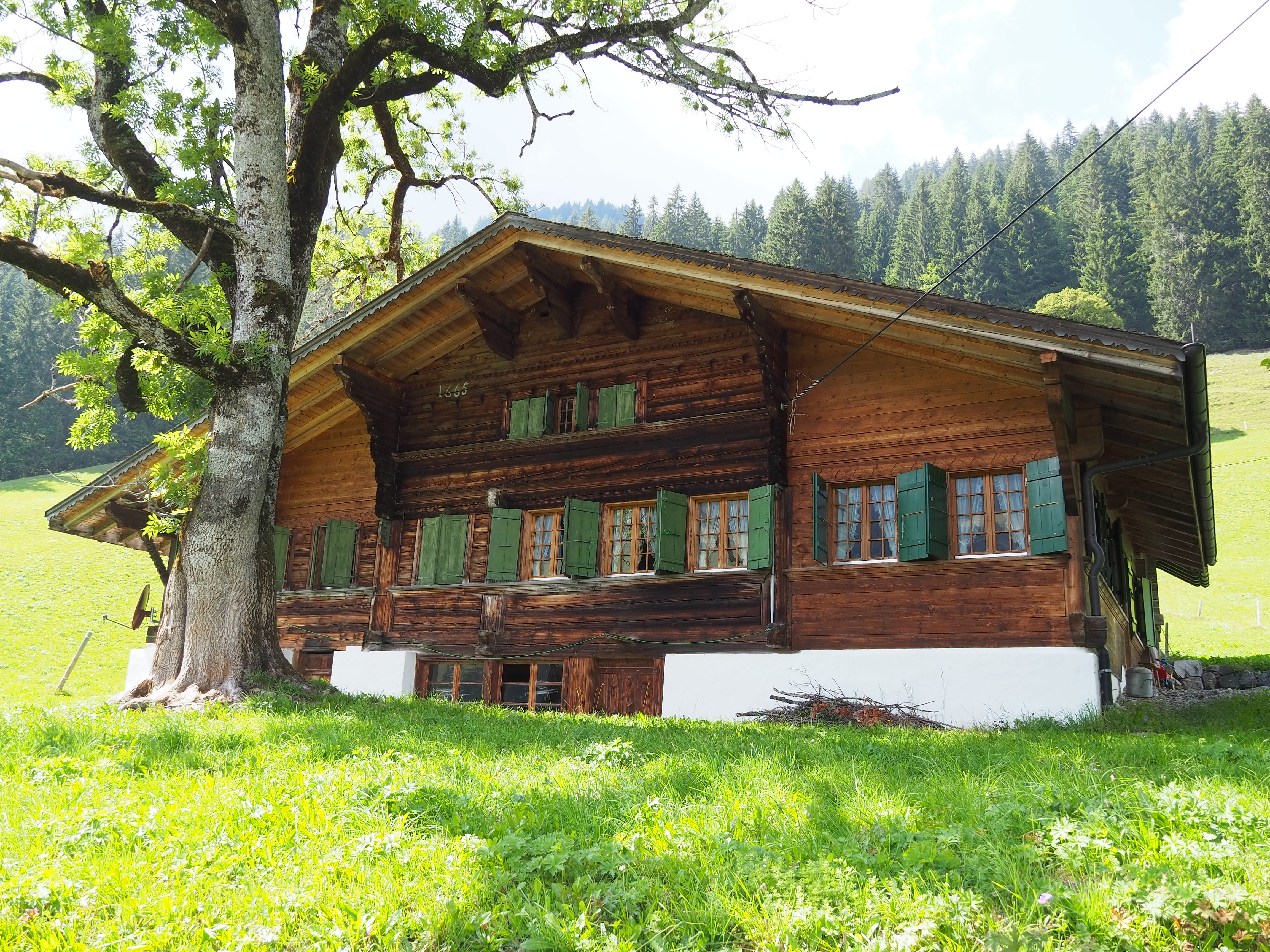
Bauernhaus Hutzli von 1665

## Wirtschaft und Infrastruktur
Die wichtigsten Erwerbszweige sind bis heute Viehzucht, Milchwirtschaft, Alpwirtschaft und Forstwirtschaft. Allerdings gibt es nur noch vier Landwirtschaftsbetriebe in Abländschen. Daneben spielt ein sanfter Tourismus eine gewisse Rolle.
Seit der Jahrtausendwende werden eine Abnahme der Bevölkerung und ein Abbau der Infrastruktur festgestellt. So wurden die dorfeigenen Einrichtungen wie die Schule, die Feuerwehr und das Postbüro geschlossen. Auch der Dorfladen und der Skilift sind verschwunden. Besonders einschneidend für Bevölkerung und Tourismus ist die gegen den Willen der Einwohner beschlossene Einstellung der Postautolinie. Abländschen ist damit eines der wenigen Kirchdörfer der Schweiz, die durch den öffentlichen Verkehr nicht bedient werden.
Die wichtigsten bestehenden touristischen Einrichtungen sind das Restaurant Zitbödeli, das Berghotel Weisses Kreuz und die Grubenberghütte des SAC 1840 m ü. M.

## Persönlichkeiten
- Giovanni Andrea Scartazzini (1837–1901) wirkte 1865–1869 als Pfarrer in Abländschen und verfasste hier ein Standardwerk zu Dante Alighieri.